# Dojo
Dojo (jap. 道場 dōjō) – określenie w języku japońskim miejsca treningów sportów walki albo sali medytacji mnichów buddyjskich zen. 

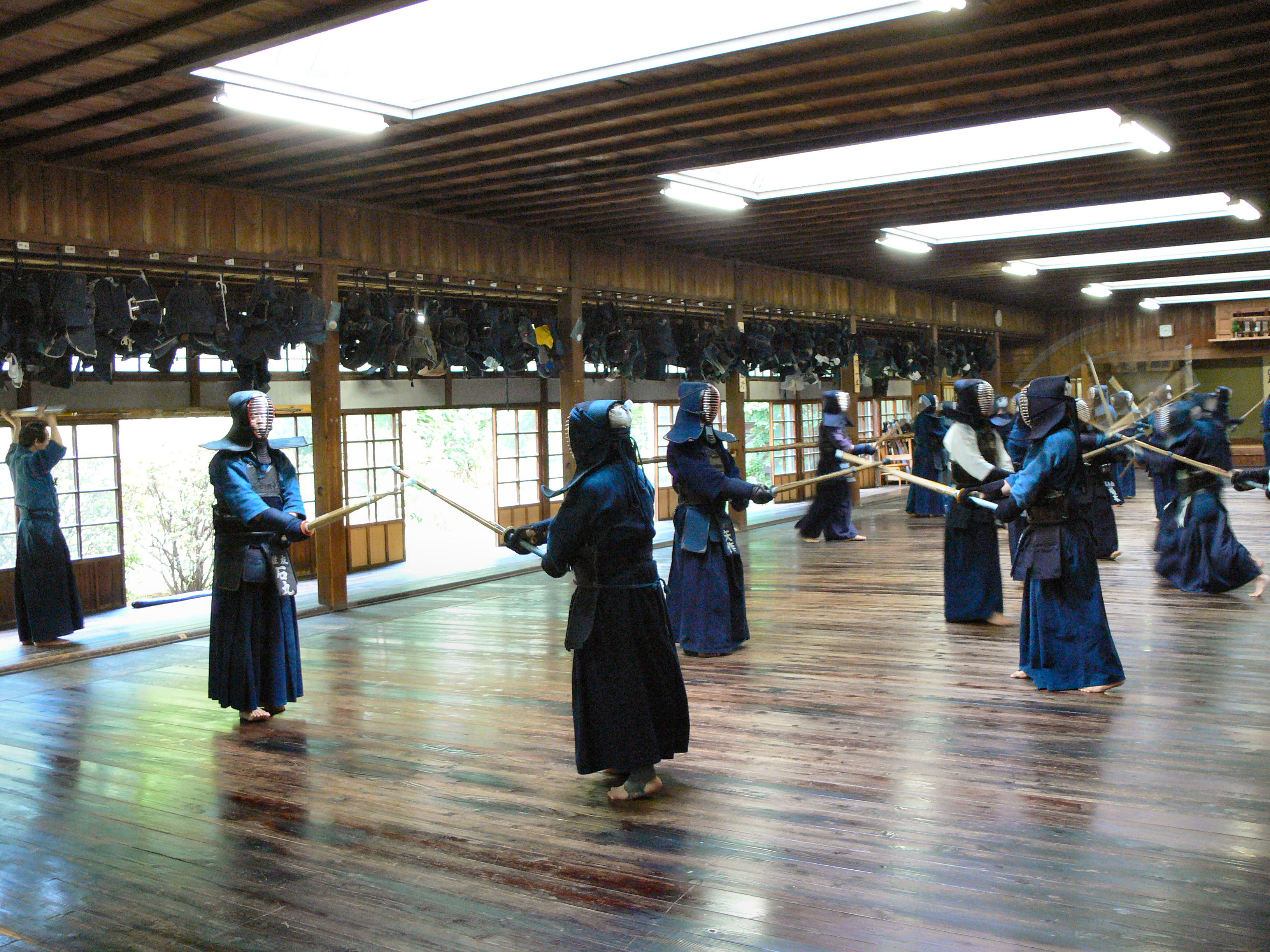
Dojo do treningu kendo

W dojo obowiązują odpowiednie zasady zachowania. Wchodząc i wychodząc, składa się ukłon (jap. 礼 rei) wyrażający szacunek i podziękowanie. Można wchodzić jedynie boso. Obowiązkiem, także w trakcie ćwiczeń, jest przestrzeganie kodeksu dojo. 
Dojo używane do medytacji nazywane jest także sōdō (jap. 僧堂).
W kulturze zachodniej pojęcie to utożsamiane jest głównie z miejscem treningu sztuk i sportów walki.